# Greatest Hits (álbum de DJ Jazzy Jeff & The Fresh Prince)
Greatest Hits es el primer álbum recopilatorio de DJ Jazzy Jeff & The Fresh Prince, publicado en 1998. El álbum incluye varios de sus más grandes éxitos, entre ellos "Girls Ain't Nothing but Trouble", "Parents Just Don't Understand", y "Summertime". También incluye tres pistas nunca antes publicadas y dos pistas solo por Will Smith de su gran película Hombres de negro.

## Lista de canciones
1. "Girls Ain't Nothing but Trouble (1988 Extended Remix)"
2. "Men in Black" - Will Smith
3. "Summertime"
4. "Parents Just Don't Understand (single edit)"
5. "Boom! Shake the Room"
6. "Just Cruisin'" - Will Smith
7. "Ring My Bell (Mr. Lee's Radio Mix)"
8. "Brand New Funk" (uses a sample of Pleasure-Bouncy Lady)
9. "Lovely Daze"
10. "The Fresh Prince of Bel-Air"
11. "A Nightmare on My Street (single version)"
12. "A Touch of Jazz"
13. "I Think I Can Beat Mike Tyson"
14. "The Magnificent Jazzy Jeff"
15. "I'm Looking for the One (to be with Me)"
16. "You Saw My Blinker"
17. "Summertime '98 (SoulPower Remix)"
18. "Megamix (edit)"